# Biegi narciarskie na Mistrzostwach Świata w Narciarstwie Klasycznym 2019 – sztafeta mężczyzn
Sztafeta 4 × 10 km mężczyzn była jedną z konkurencji na Mistrzostwach Świata w Narciarstwie Klasycznym w austriackim Seefeld in Tirol. Rywalizacja została rozegrana 1 marca. Do startu przystąpiło 14 sztafet, lecz podczas biegu  reprezentacje Chin i Ukrainy zostały zdublowane. Tytułu z 2017, z fińskiego Lahti obronili reprezentanci Norwegii.
Dwie pierwsze zawodniczki pobiegły po 10 km techniką klasyczną. Po przebiegnięciu tego dystansu, dwie kolejne zawodniczki biegły po 10 km techniką dowolną.

## Wyniki
| Miejsce | Nr | Państwo           | Zawodnicy                                                                       | Czas                                      | Strata  |
| ------- | -- | ----------------- | ------------------------------------------------------------------------------- | ----------------------------------------- | ------- |
| 01 !    | 1  | Norwegia          | Emil Iversen Martin Johnsrud Sundby Sjur Røthe Johannes Høsflot Klæbo           | 1:42:32,1 26:39,1 26:06,5 24:18,1 25:28,4 | —       |
| 02 !    | 2  | Rosja             | Andriej Łarkow Aleksandr Biessmiertnych Aleksandr Bolszunow Siergiej Ustiugow   | 1:43:10,9 26:38,8 26:08,1 24:16,8 26:07,2 | +38,8   |
| 03 !    | 3  | Francja           | Adrien Backscheider Maurice Manificat Clément Parisse Richard Jouve             | 1:43:33,1 26:45,3 26:35,2 24:07,8 26:04,8 | +1:01,0 |
| 4.      | 4  | Finlandia         | Ristomatti Hakola Iivo Niskanen Matti Heikkinen Perttu Hyvärinen                | 1:43:34,9 26:47,3 25:58,7 24:34,7 26:14,2 | +1:02,8 |
| 5.      | 5  | Szwecja           | Oskar Svensson Calle Halfvarsson Jens Burman Viktor Thorn                       | 1:44:11,6 15:27,7 15:02,7 13:46,6 14:10,0 | +1:39,5 |
| 6.      | 6  | Niemcy            | Sebastian Eisenlauer Andreas Katz Florian Notz Jonas Dobler                     | 1:44:20,4 26:39,5 26:45,9 25:18,5 25:36,5 | +1:48,3 |
| 7.      | 8  | Kazachstan        | Dienis Wołotka Ołżas Klimin Witalij Puchkało Jewgienij Wieliczko                | 1:44:21,0 26:46,9 27:23,0 24:34,9 25:36,2 | +1:48,9 |
| 8.      | 12 | Szwajcaria        | Ueli Schnider Jonas Baumann Dario Cologna Toni Livers                           | 1:44:22,0 26:53,9 27:14,4 24:30,6 25:43,1 | +1:49,9 |
| 9.      | 12 | Stany Zjednoczone | Erik Bjornsen Scott Patterson David Norris Kyle Bratrud                         | 1:46:38,5 26:44,4 27:09,6 26:19,3 26:25,2 | +4:06,4 |
| 10.     | 7  | Włochy            | Maicol Rastelli Federico Pellegrino Giandomenico Salvadori Francesco De Fabiani | 1:47:14,8 26:55,5 27:13,8 27:13,4 25:52,1 | +4:42,7 |
| 11.     | 10 | Czechy            | Michal Novák Miroslav Rypl Adam Fellner Petr Knop                               | 1:49:05,9 26:48,1 28:47,6 26:53,2 26:37,0 | +6:33,8 |
| 12.     | 9  | Kanada            | Alex Harvey Scott James Hill Evan Palmer-Charrette Len Väljas                   | 1:49:37,6 15:16,8 15:26,3 15:15,0 14:25,6 | +7:05,5 |
| 13.     | 13 | Chiny             | Shang Jincai Mingliang Zhu Lin Bao Wang Qiang                                   | LAP 28:49,6 30:23,9 LAP                   | –       |
| 14.     | 14 | Ukraina           | Ołeksij Krasowski Jan Kostruba Rusłan Perechoda Dmytro Drahun                   | LAP 28:47,3 LAP                           | –       |